# Chester
Chester [ˈtʃɛstə] (walisisch Caer) ist eine Stadt im Nordwesten Englands nahe der Grenze zu Wales. Die historische Hauptstadt der Grafschaft Cheshire und der Verwaltungssitz der Unitary Authority Cheshire West and Chester liegt nördlich des Flusses Dee und zählt zu den am besten erhaltenen ummauerten Städten des Landes. Die Einwohnerzahl beträgt 92.760 (2021).

## Geschichte

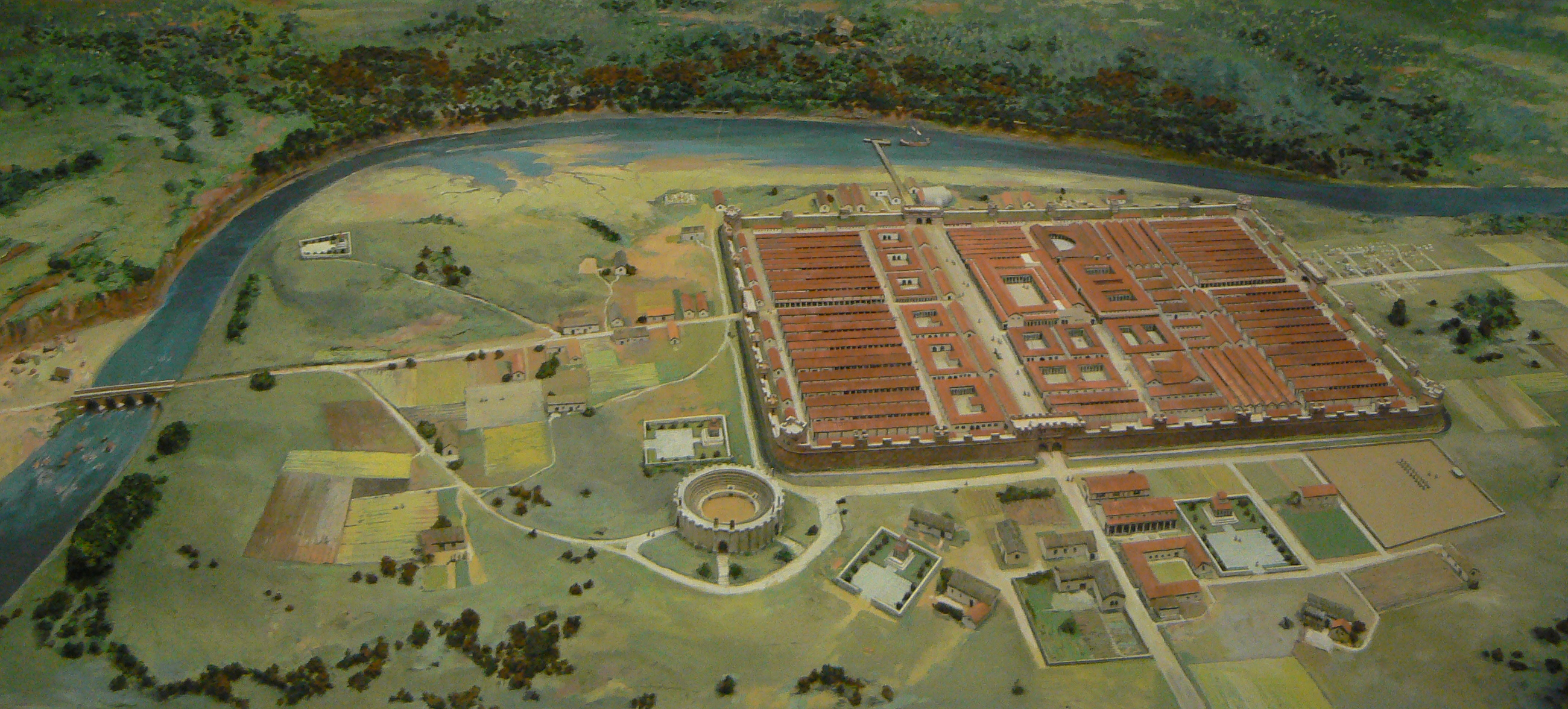
Diorama des Römischen Legionslagers (Grosvenor Museum in Chester)

### Römerzeit
Chester ist rund 2000 Jahre alt; aus dieser Zeit datieren Teile der Stadtmauer. Es wurde in der Zeit der Römer Deva oder Castra Devana genannt. Als Kastell für die Legio XX Valeria Victrix lag Chester sicher in einer Schleife des Dee, die als Hafen und Verteidigungsanlage gegen die einheimischen Kelten genutzt wurde. Chester war zu der Zeit die wichtigste Stadt in England und ein bedeutender Markt- und Warenumschlagsplatz, unter anderem für den Käse der Region, der bis heute einen wichtigen Wirtschaftsfaktor darstellt. Viele Relikte der Römerzeit sind bis heute erhalten geblieben, darunter das Wehr, das den Wasserstand des Flusses reguliert, das „Cross“, an dem vier Hauptstraßen zusammenkommen und andere Andeutungen einer damals streng systematischen Anlage der Stadt, Reste von Hypokausten unterhalb vieler Läden sowie ein halbes Amphitheater, dessen zweite Hälfte überbaut ist. Nach dem Rückzug der Römer erweiterten und verstärkten die Angelsachsen die Wälle, um die Stadt vor den Angriffen der Dänen zu schützen.

### Mittelalter

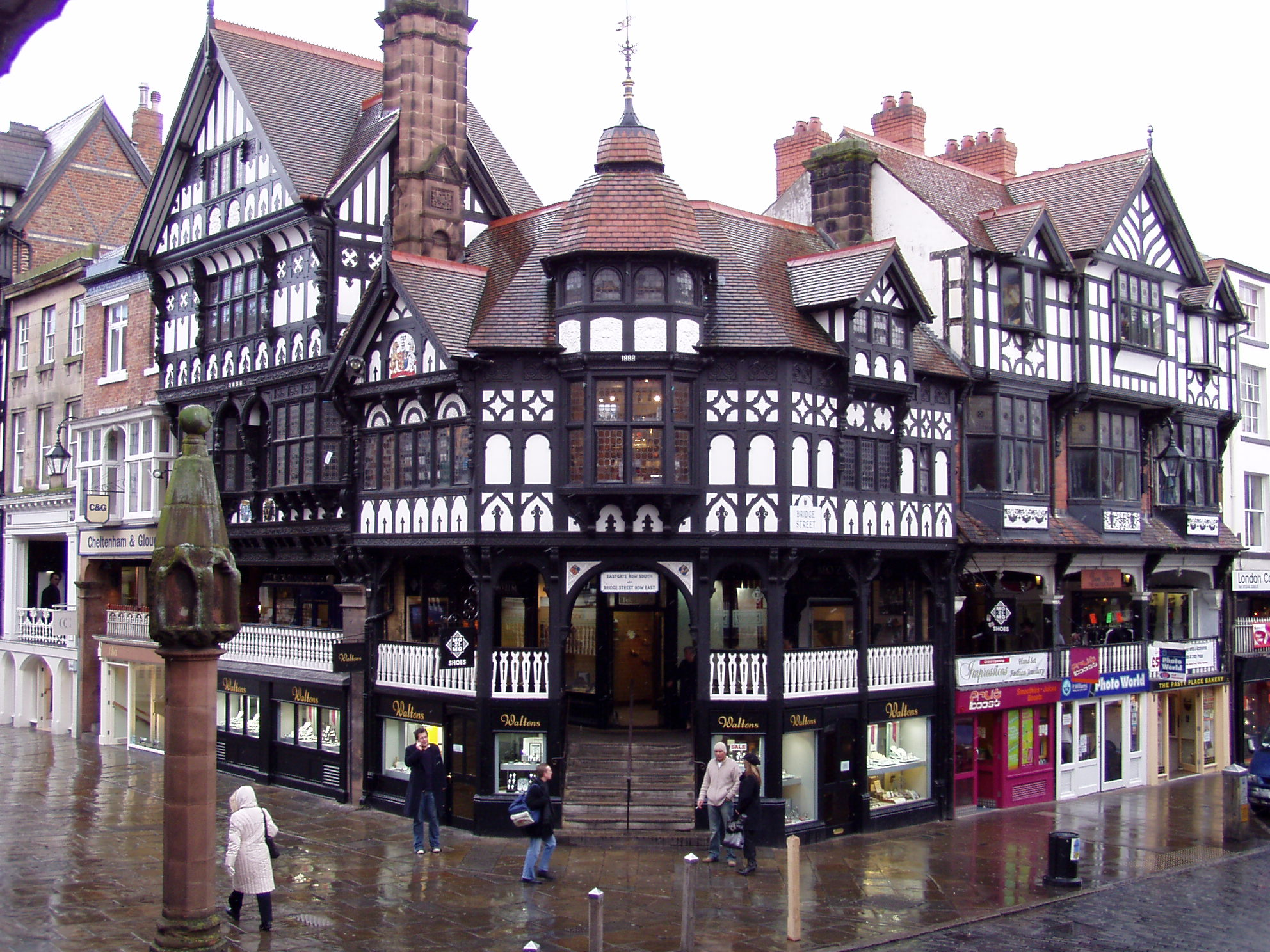
Chester ist für seine „Rows“, aus dem Mittelalter stammende, in Stockwerkshöhe gelegene Fachwerkkolonnaden, bekannt

Nach der normannischen Invasion 1066 wurde als weitere Verteidigungsanlage gegen die Waliser Chester Castle gebaut. Die Stadt diente bis ins 13. Jahrhundert immer wieder als Ausgangspunkt für englische Feldzüge nach Nordwales. Gleichzeitig errichteten die Normannen im Zentrum der Stadt Chester Cathedral. Die Kathedrale war der heiligen Werburgh gewidmet, bis König Heinrich VIII. die englische von der katholischen Kirche trennte. Chester war damals der größte Binnenhafen Englands, dessen Umschlag der Stadt Wohlstand brachte. Als der Dee versandete, bevorzugte der Seehandel die relativ junge Stadt Liverpool. Das versandete Gebiet ist nun Chesters Rennbahn (Roodee), auf der ein Steinkreuz steht, mit dem früher der Wasserstand markiert wurde.
In den 1640er Jahren fand im Rahmen des englischen Bürgerkriegs auf den nahegelegenen Wiesen die Schlacht von Rowton Moor statt, in der die Streitkräfte des Parlaments die Royalisten schlugen, während König Karl I. vom Wasserturm aus die Niederlage verfolgte.

### Georgianische und Viktorianische Ära
In der Georgianischen Zeit wurde Chester erneut wohlhabend, diesmal als Stadt, in der die vom Land weggezogene Aristokratie lebte. Diese Entwicklung setzte sich bis in die Zeit der industriellen Revolution fort, in der die Stadt zwischen den Industriestädten Manchester und Liverpool von der englischen Oberschicht bewohnt wurde. Der malerische Charakter der Stadt wurde bewusst gepflegt, die Tore Eastgate (1769), Bridgegate (1782), Watergate (1788) und North Gate (1810) wurden erneuert und ausgeschmückt. Für die Industrie wurde der heute zum Shropshire-Union-Kanal gehörende Chesterkanal gebaut, der als „Englands erster erfolgloser Kanal“ bezeichnet wurde, da durch ihn keine Schwerindustrie nach Chester kam. Der Kanal, ein sogenannter Narrowboat-Kanal, dient heute nur noch der Freizeit-Schifffahrt. Später erreichte die Eisenbahn Chester mit zunächst zwei Hauptbahnhöfen, von denen nur einer stehen geblieben ist. In der viktorianischen Zeit wurde Chesters neugotisches Rathaus gebaut, das nach dem Brand der alten Guild Hall errichtet werden musste und heute gemeinsam mit der Kathedrale das Stadtbild bestimmt. Bestandteil des Rathauses ist ein Uhrturm mit drei Zifferblättern, dessen nach Wales gerichtete Seite leer blieb: Der Architekt gab als Grund dafür an, “Chester won’t give the Welsh the time of day”.
Ein bedeutender Teil des Grund und Bodens in Chester ist Eigentum des Duke of Westminster, der in der Nähe, in Eccleston, lebt. Sein Familienname Grosvenor taucht in der Stadt häufig auf, zum Beispiel beim Grosvenor Hotel und Grosvenor Park. Ein großer Teil der viktorianischen Architektur in Chester wurde von dem Architekten John Douglas im Auftrag des damaligen Dukes im Fachwerkstil des Mittelalters errichtet. Douglas’ Markenzeichen sind die verdrehten Schornsteine, die zum Beispiel am Grosvenor Hotel und an den städtischen Bädern zu sehen sind.

## Politik

### Stadtrat
- Greens: 2
- Labour: 37
- LibDem: 1
- Cons.: 23
- Reform: 1
- Unabh.: 6

### 20. Jahrhundert

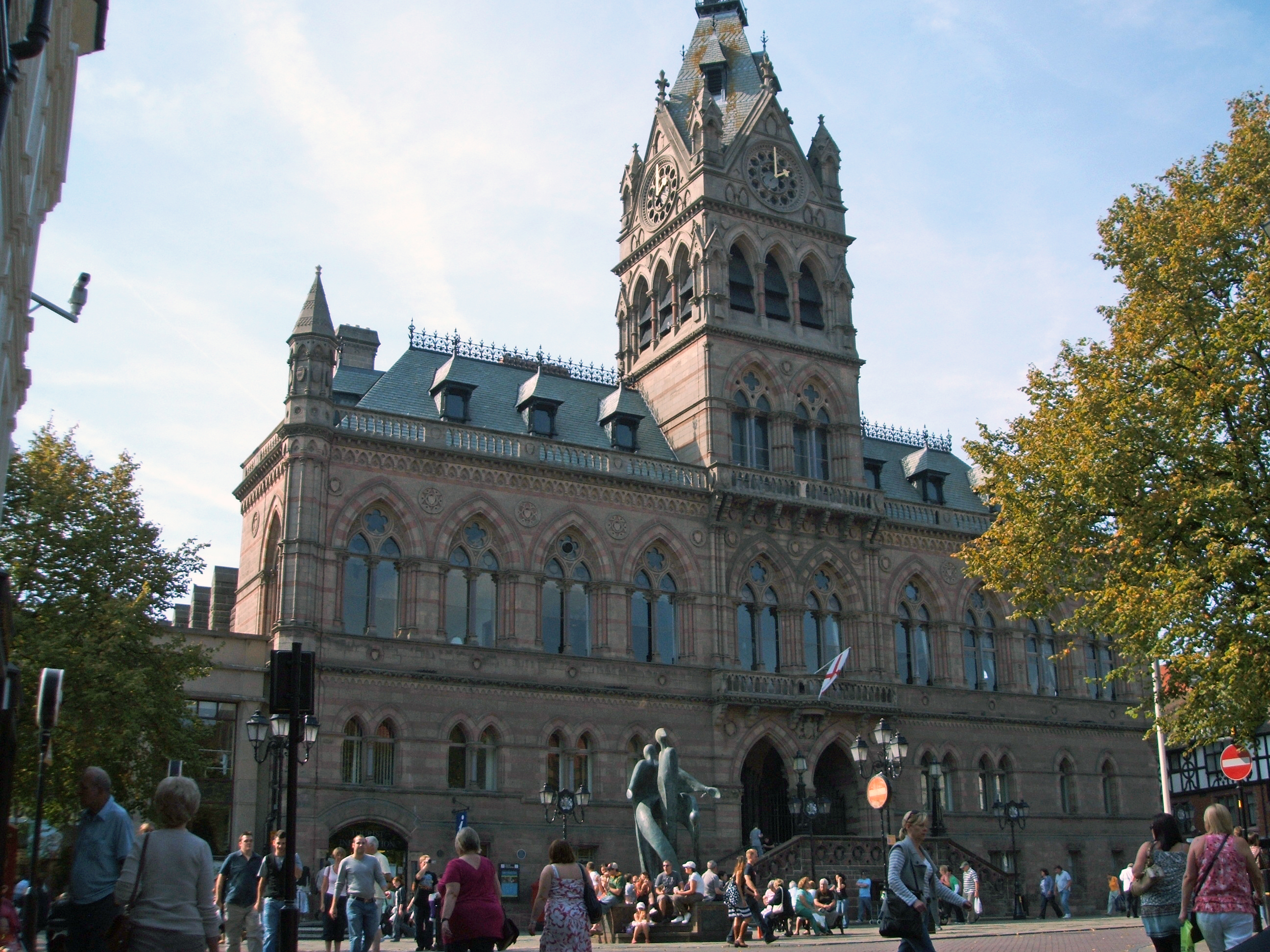
Town Hall Chester

Noch 1938 errichtete man aus Verkehrsgründen ein neues Stadttor, das Newgate. Gegen Ende des Zweiten Weltkriegs machte sich ein großer Mangel an erschwinglichen Wohnungen in Chester bemerkbar. Es wurden deshalb moderne Vorstädte gebaut, die die Stadt und das zum University College Chester gehörende Studentenviertel fast völlig umgeben. In den 1960er Jahren ersetzte man die Slums und eine Anzahl von Beton- und Stahlbauten durch vier große Wohntürme, die in einem gewissen Widerspruch zum zuvor dominierenden pittoresken Ortsbild stehen.
Derzeit steht wieder die Pflege des touristischen Images der Stadt im Vordergrund, eine „Renaissance“ Chesters wird anvisiert.

### 21. Jahrhundert
Von Juni 2015 bis Juni 2016 wurden auf der Neugeborenenstation im Krankenhaus von Chester sieben Säuglinge (fünf Jungen und zwei Mädchen) von der Säuglingsschwester Lucy Letby getötet. Sie wurde wegen 7-fachen Mordes am 21. August 2023 zu lebenslanger Haft verurteilt.

## Sehenswürdigkeiten

### Brücken
- Old Dee Bridge, teilweise um 1380 erbaut
- Queen’s Park Bridge von 1923
- Grosvenor Bridge von 1832

### Kirchen
- Chester Cathedral von 1541
- St Michael’s Church, teilweise von 1150
- St Mary’s-on-the-Hill von 1350
- St Mary-without-the-Walls von 1887
- Church of St John the Baptist (Ruine)

### Baudenkmäler
- Stadttor Bridgegate von 1782
- Fachwerkhäuser The Cross Buildings und The Rows
- Rathaus Chester Town Hall von 1869
- Festung Chester Castle, mit dem Assize Court

### Museen
- The Grosvenor Museum

### Zoo
- Der Chester Zoo befindet sich in Upton by Chester, einem Vorort von Chester.

## Bildung
Bereits im Jahr 1839 wurde ein pädagogisches Institut gegründet, das ab 1921 als Departement für Pädagogik der Universität Liverpool angehörte und im Jahr 2005 zur eigenständigen Universität Chester ernannt wurde. Die Zahl der Studenten belief sich 2012 auf 15.000 Personen, Rektor ist Tim Wheeler. Chester ist zudem für die 1878 gegründete Queen’s School bekannt, die bei ihrer Eröffnung noch den Namen Chester School for Girls trug. Als einziger Schule Englands wurde ihr von Königin Victoria per Dekret dieser Name zugesprochen.

## Wirtschaft
Chesters größter Arbeitgeber ist die europäische Zentrale der amerikanischen Bank MBNA (früher Maryland Bank National Association); darüber hinaus gibt es eine Erdölraffinerie (ESSAR), chemische Industrie (ICI) in der Nähe von Ellesmere Port im Norden. Im Westen über die Grenze, bei Hawarden befindet sich ein Flugzeugwerk der BAe Systems (früher British Aerospace), in dem Flügel für Airbus gefertigt werden.

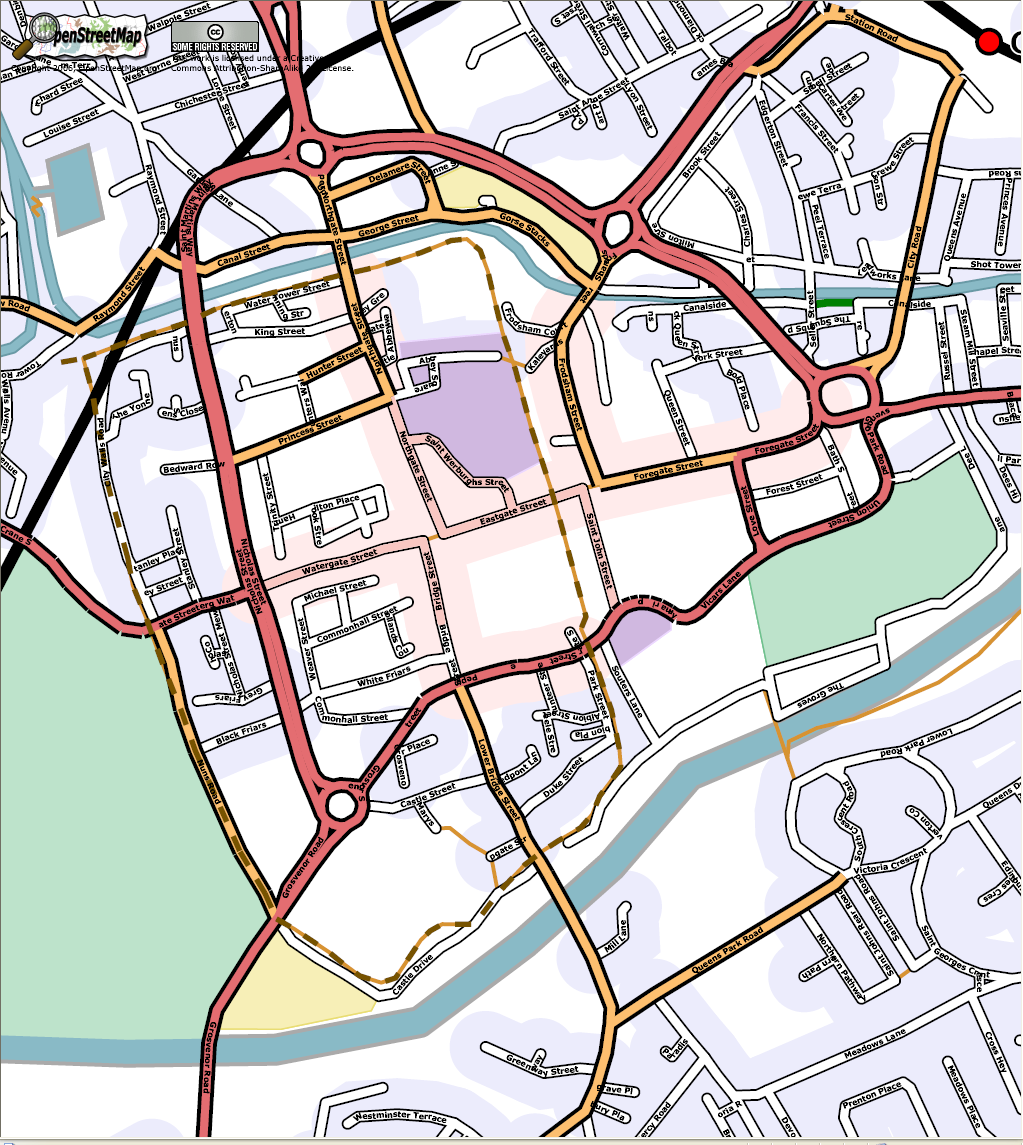
Datenbank-Karte der Innenstadt (OpenStreetMap)

## Verkehr
Von Chesters Hauptbahnhof im Nordosten des Stadtzentrums fahren Züge die North Wales Coast Line entlang, außerdem nach Liverpool, Crewe, Manchester und Shrewsbury. Der Bahnhof hat eine aus dem Jahr 1848 stammende Fassade. Der zweite Bahnhof, die Northgate Station, wurde 1969 geschlossen und abgerissen; an seiner Stelle steht das Northgate Freizeitcenter.

## Sport
Der traditionsreiche Fußballclub Chester City wurde 2010 wegen finanzieller Probleme aufgelöst. Er spielte zuletzt in der fünften Liga. Als Nachfolgeverein wurde der FC Chester gegründet, der 2010 in der achten Liga den Spielbetrieb aufnahm und zwischenzeitlich fünftklassig spielte.

## Partnerstädte
- Lörrach, Baden-Württemberg, Deutschland
- Sens, Département Yonne, Frankreich
- Senigallia, Provinz Ancona, Italien

Alle vier Städte sind untereinander gleichfalls Partnerstädte. Jährlich finden zahlreiche Begegnungen und Austausche sowohl zwischen Schulen und Vereinen als auch Praktikantenaustausch von Industrie und Handel statt.

## Persönlichkeiten

### Söhne und Töchter der Stadt
- Randolph Caldecott (1846–1886), Illustrator, Maler und Modelleur
- John Marshall (1876–1958), Archäologe, Erforscher der Indus-Kultur
- Joe Hewitt (1881–1971), Fußballspieler
- James Alexander Stevenson (1881–1937), Bildhauer und Medailleur
- William Ramsden (1888–1969), Offizier der British Army
- Wilfred Edwards (1889–1950), Schwimmer und Wasserballspieler
- Ronald Pickup (1940–2021), Schauspieler
- John Steiner (1941–2022), Schauspieler
- Beatrice Tinsley (1941–1981), neuseeländische Astronomin und Kosmologin
- Penelope Thwaites (* 1944), australische Pianistin und Komponistin
- Russ Abbot (* 1947), Musiker, Komiker und Schauspieler
- Richard Foote (* 1950), kanadischer Mathematiker
- Ian Blair, Baron Blair of Boughton, Kt QPM (1953–2025), Polizeibeamter und Life Peer
- Mick Hutton (* 1956), Jazzmusiker
- Daniel Craig (* 1968), Schauspieler, 6. James-Bond-Darsteller
- Raymond Coulthard (* 1968), Schauspieler
- Adrian Bower (* 1970), Schauspieler und Synchronsprecher
- Steven Cousins (* 1972), Eiskunstläufer, der im Einzellauf startete
- Emily Booth (* 1976), Schauspielerin und Drehbuchautorin
- Danny Murphy (* 1977), Fußballspieler
- Michael Owen (* 1979), Fußballspieler
- Andy Dorman (* 1982), walisischer Fußballspieler
- Ricky Walden (* 1982), Snookerspieler
- Sarah Campion (* 1983), Squashspielerin
- Andrew Meyrick (* 1985), Autorennfahrer
- Tom Heaton (* 1986), Fußballtorwart
- Ryan Shawcross (* 1987), Fußballspieler
- Frankie Owen (* 1988), Synchronschwimmerin
- Rachael Chadwick (* 1990), Squashspielerin
- Jenny Moore (* 1995), Badmintonspielerin
- Sophie Ecclestone (* 1999), Cricketspielerin
- Yasmin Harper (* 2000), Wasserspringerin

### Mit der Stadt verbundene Persönlichkeiten
- Francis Pilkington (≈1570–1638), Komponist, Lautenist, Musikherausgeber und Kirchenrektor in Chester[4]